# 11191 Paskvić
11191 Paskvić è un asteroide della fascia principale. Scoperto nel 1998, presenta un'orbita caratterizzata da un semiasse maggiore pari a 2,8904373 UA e da un'eccentricità di 0,0755320, inclinata di 2,16597° rispetto all'eclittica.